# Кушнір Юрій Миколайович
Ю́рій Микола́йович Кушні́р (19 червня 1978 — 18 лютого 2018) — сержант Збройних сил України, учасник російсько-української війни.

## Життєпис
Народився 1978 року в селі Жилинці (Ярмолинецький район, Хмельницька область). Закінчив з відзнакою ВПУ № 9 у місті Хмельницькому за фахом електрогазозварювальника. Протягом 15 років працював газорізальником — в АТ «Адвіс».
2014 року пішов добровольцем у спецпідрозділ МВС «Богдан». Надалі служив у БСП «Донбас-Україна»; сержант, радіотелеграфіст 1-ї штурмової роти.
30 липня 2017 року під час облаштування позицій у районі міста Мар'їнка зазнав важкого поранення кулею снайпера в живіт з ушкодженням внутрішніх органів, втратив багато крові. Переніс 15 операцій у шпиталях Львова, Харкова та Києва.
Після тривалого лікування помер на світанку 18 лютого 2018 року в Київському військовому госпіталі — не витримало серце, організм був надто виснажений.
21 лютого 2018 року похований у Жилинцях.
Без Юрія лишились батьки і брат.

## Нагороди та вшанування
- указом Президента України № 189/2018 від 27 червня 2018 року «за особисту мужність і самовіддані дії, виявлені у захисті державного суверенітету та територіальної цілісності України, зразкового виконання військового обов'язку» — нагороджений орденом «За мужність» III ступеня[1]
- відзнака Президента України «За участь в антитерористичній операції» (посмертно)
- Почесна відзнака міської громади «Мужність і відвага» жителів міста Хмельницького (11 квітня 2018; посмертно).